# Gustav Medon
Gustav Medon (* 27. März 1823 in Berlin; † 3. September 1905 in Berlin) war ein Tänzer und Tanzlehrer in Berlin.

## Herkunft
Der Sohn der Chor- und Opernsängerin sowie Theaterschauspielerin, Caroline Medon, wurde auf die Vornamen Carl Ludwig Gustav im Beisein seiner Mutter und drei Paten in der St. Petri-Kirche zu Berlin am 6. April 1823 getauft. Die Taufpaten waren die Hebamme Marie Jäneke (Frau Jenchen) und das Ehepaar Wornitz, bei dem die alleinstehende Kindesmutter in der Brüderstraße 19 damals wohnte. Im Register von 1823 der St. Petri-Kirche wurde zur Taufe von Carl Ludwig Gustav als Zuname noch „Medau“ eingetragen. Als Kindesvater wurde später ein Geheimsekretär beziehungsweise ein ausländischer Diplomat, namens Louis Medon, vermutet. Den Namen Medon als Familiennamen durfte der spätere Königliche Tänzer und Tanzlehrer amtlicherseits erst im Alter von 36 Jahren führen. Auf Grund seines von ihm gestellten Gesuchs wurde am 22. Februar 1859 eine königliche Kabinettsorder erlassen, die es dem „Königlichen Tänzer“ gestattete, „den Namen Medon fernerhin“ zu führen.
Medons Mutter, Caroline, geborene Richter, hatte, vor der Geburt von Carl Ludwig Gustav ein Verhältnis mit dem Philosophen Arthur Schopenhauer. Schopenhauer lehnte den Sohn „Carl“, wie er ihn nannte, ab, weil Carl Ludwig Gustav erst zehn Monate nach Schopenhauers Abreise 1823 aus Berlin nach Italien zur Welt gekommen war und er damit naturgemäß nicht der Kindesvater sein konnte. In seinem Testament bedachte Schopenhauer seine frühere Freundin mit einem Vermächtnis (Legat) in Höhe von 5000 Talern, das mit der Auflage verbunden wurde, dass es ihrem Sohn nicht zugutekommen dürfte. Nachdem der Erbfall mit dem Tod Schopenhauers 1860 eingetreten war, erledigte der im 40. Lebensjahr stehende Medon den Schriftverkehr zur Auszahlung des Legats an seine inzwischen über 60-jährige Mutter. Er sandte am 14. Oktober 1862 an den Universalerben „Volksdank für Preußens Krieger“, zu Händen des Verwaltungsrates für diesen preußischen Unterstützungsfonds, Boetticher, die von seiner Mutter erbetene notariell beglaubigte Empfangsbescheinigung zur Weiterleitung an den „Präsidenten der Oberrechnungskammer zu Potsdam“.

## Figurant und Königlicher Tänzer
Bevor Medon zum Königlichen Tänzer ernannt wurde, arbeitete er am Königlichen Ballett als „Figurant“, was soviel bedeutete wie Nebentänzer zu sein. Die Berufsangabe „Figurant“ machte Medon als Zusatz zu seiner Unterschrift in Briefen, z. B. in einem Brief vom 27. Juni 1848 an den preußischen Ober-Kammerherrn und Minister Fürst zu Sayn-Wittgenstein. Im Handbuch über den Königlich Preußischen Hof und Staat für das Jahr 1848 wird Medon namentlich unter den Figuranten aufgeführt.
Medon hatte in Paris seine Tanzausbildung vervollkommnet. Für seinen Aufenthalt in Frankreichs Hauptstadt erhielt er von März bis Juli 1846 Urlaub und beantragte zugleich die Fortzahlung seines Gehalts mit der Begründung, dass seine finanziellen „Mittel sehr beschränkt sind“ und er für den Unterhalt seiner Mutter voll sorgen müsse und er wünschte vom preußischen Staat für sie Unterstützung. Mit seiner Mutter, die sich als Witwe des „Geheimen Secretärs“ Medau/Medon in den zeitgenössischen Berliner Adressbüchern eintragen ließ, lebte Medon jahrelang zusammen, auch später noch, als er am 27. März 1859 in der Berliner Sophien-Kirche die junge Witwe Marie Lubow, geborene Siegel (* 1831; † 1900), geheiratet hatte.

## Porträt Medons
Der Autor von „Schopenhauers Geliebte in Berlin“, der Wiener promovierte Rechtsanwalt Robert Gruber, hatte für sein 1934 im Wiener Verlag der Österreichischen Druck- und Verlagsgesellschaft mbH erschienenen Buch von Medons Enkeln Gustav Heinrich, Wilhelm und Elisabeth Unterlagen und Bildnisse sowohl von deren Urgroßmutter als auch von ihrem Großvater zur Veröffentlichung erhalten. Eine Abbildung aus der Zeit um 1847 zeigt den Tänzer als drahtigen jungen Mann mit Schnurrbart in aufrechter und lockerer Körperhaltung: Seine linke Hand steckt lässig in der Hosentasche des zweireihigen dunkelfarbigen Anzugs. Um seinen betuchten Hals trägt Medon eine breite Krawatte, die im Ausschnitt seiner hellen, mit Stickereien verzierten Weste endet. Eine Interimspange in den Farben Schwarz-Weiß des preußischen Ordensbandes ist auf dem Revers der weit geöffneten Anzugsjacke angesteckt. Dass Medon Inhaber von Auszeichnungen war, ist in Berliner Adressbüchern des 19. Jahrhunderts angegeben, zum Beispiel im Adressbuch für das Jahr 1867. Medon wird erstmals im Jahre 1874 als Ritter des Kronenordens 4ter Klasse mit rotem Kreuz im weißen Felde im „Deutschen Bühnen-Almanach“ bei der Zusammensetzung des königlichen Balletts in Berlin genannt.
Der Ballett-Tänzer trug als Haartracht eine Künstlerfrisur und dabei einen Scheitel links. Das nach rechts gekämmte, größtenteils glatt gebürstete Haar bedeckte mit einer Locke ein Ohr vollständig, während vom linken Ohr nur das Läppchen deutlich sichtbar blieb. Von seiner Mutter hatte Medon die großen blauen, lebhaften Augen und den üppigen Mund geerbt.

## Nebenverdienst
Zur Aufbesserung seines Einkommens übernahm Medon nebenberufliche Aufgaben, die mit seiner hauptberuflichen Tätigkeit als Tänzer im Einklang standen. So leitete er „das Arrangement der Tänze und Pantomimen“ am Königsstädter Theater in Berlin. In der 1872 durch Kaiserin Augusta „zur Erziehung und Beschulung verwaister Adels-, Offiziers-, Pfarrers- und Beamtentöchter“ in Charlottenburg gegründeten Stiftung gab Medon für die Stifts-Mädchen ebenfalls nebenbei Tanzunterricht.
Zu den Tanzschülern Medons gehörte der spätere Begründer eines Berliner Tanz-Instituts Gustav Apitsch (* 1846; † 1896). Dieser hatte bis 1863 eine Tanzausbildung genossen. Ihm stellte Medon 1866 in seiner Eigenschaft als Königlicher Tänzer und Lehrer am Kadetten-Korps ein „Attest“ aus, in welchem es heißt: „Ich habe mich von seinem Fähigkeiten überzeugt und bescheinige dem Herrn Gustav Apitsch, der Wahrheit gemäß, dass sich derselbe als Tanzlehrer und zum Tanz-Arrangement qualifiziert.“. Apitsch unterzog sich bei Medon einer „Prüfung als Tanzlehrer“ und beging am 10. März 1888 sein 25-jähriges Jubiläum als „Tanzmeister.“

## Tanzlehrer am preußischen Kadettenkorps
Als Tanzlehrer am preußischen Kadettenkorps arbeitete Medon stundenweise ab 1866. Sein Vorgänger war Benjamin Louis Sergeois (* 11. Oktober 1810; † 13. April 1866), der in einem zeitgenössischen Berliner Adressbuch als Königlicher Tänzer und Tanzlehrer beim Kadetten-Corps aufgeführt wird und aus einer Hugenottenfamilie stammte. Im Berliner Adressbuch für 1867 wurde unter „Medon, G.“ die Berufsangabe „Kgl. Tänzer“ hinzugefügt. Auch nach der Umsiedlung des Berliner Kadettencorps von Berlin nach Lichterfelde 1878 in die Preußische Hauptkadettenanstalt gab Medon für die Offizierszöglinge weiterhin Tanzunterricht und wurde namentlich unter den Zivil-Lehrern als Tanzlehrer genannt. Medon wohnte mit seiner Familie seit seiner Heirat am Berliner Monbijouplatz 2, im Hause des Schwiegervaters, dem Königlichen Hofbrunnenbaumeister Wilhelm Siegel. Im 62. Lebensjahr trat Medon mit Wirkung vom 1. April 1884 als Tänzer in den Ruhestand und bezeichnete sich von nun an „Königlicher Tänzer außer Dienst (a. D.)“. Medon war jedoch weiterhin als Tanzlehrer tätig und wurde als „Lehrer am Kadetten-Korps“, im Berliner Adressbuch für 1892 mit dieser Bezeichnung aufgeführt. Sein Nachfolger als ziviler Lehrer an der Haupt-Kadettenanstalt zu Groß-Lichterfelde wurde der Königliche Tänzer und Tanzlehrer Hermann Wege.

## Mitglied der „Ressource zur Unterhaltung“ in Berlin
Medon gehörte einer 1784 gegründeten geselligen Vereinigung in Berlin an, die sich ab 1802 „Ressource zur Unterhaltung (RzU)“ nannte. Ihr langjähriger ehemaliger Vorsteher Theodor Toepffer erwähnte in der von ihm verfassten Festschrift zum 100-jährigen Bestehen der „Ressource zur Unterhaltung“, dass Medon, „königlicher Tanzlehrer“, „Mitglied dieser Vereinigung“ sei und würdigte dessen Verdienste und sein Engagement beispielsweise bei der Durchführung von Tanzstunden für die Kinder der Ressource-Mitglieder. Medon gab als Achtzehnjähriger Tanzunterricht für Kinder zunächst in den angemieteten Räumen im Haus des Weinhändlers Güssfeldt in der Poststraße, als die jährlich gewählten, ehrenamtlichen Vorsteher der Ressource vor allem aus Kaufleuten bestanden, darunter aus dem Kaufmann Lubow. Toepffer betonte weiter Medons „vorzügliche Leistungen bei Bällen, Tanzvergnügungen aller Art“ und bei der Aufführung von Quadrillen. Nachfolger Medons in seinem Einsatz als Tanzlehrer für die „Ressource-Kinder“, bei der Aufführung von Quadrillen zu den Maskenfesten und bei Bällen sowie Tanzvergnügungen aller Art wurde der „Königliche Solotänzer Berthold Zorn“ (* 1861; † 1920)
Seine Enkel Gustav Heinrich mit Ehefrau Margarete, Wilhelm und Elisabeth (Elli) folgten Medon in ihrem Engagement für die Ressource zur Unterhaltung (RzU) e. V. Sie wirkten bei Lustspielen und anderen Aufführungen von Unterhaltungstücken als Laien-Schauspieler im Theatersaal Oranienburger Straße in Berlin mit, zum Beispiel im Sonntagsprogramm der RzU am 18. November 1928.

## Wohnung am Monbijouplatz
Medon wohnte nach seiner Eheschließung 1859 mit seiner Familie am Monbijouplatz in Berlin. Der Monbijouplatz gehörte zum ersten Seelsorgebezirk der evangelischen Sophien-Kirchengemeinde. Nach der Hochzeit mit Anna Bertha Marie (* 1831; † 1900), Witwe des Kaufmanns sowie Maklers und ehrenamtlichen Kirchenvorstandes Hermann Lubow, geborene Siegel, zog Medon zusammen mit seiner Mutter von der Kronenstraße 46 in das Mietshaus Monbijouplatz 2, welches seinem Schwiegervater, Carl Eduard Wilhelm Siegel, einem Königlichen Schloss- und Rats-Brunnenmachermeister, gehörte. Nach dessen Tod erbte Medons Ehefrau Marie im Jahre 1890 das Grundstück und nach deren Ableben am 26. April 1900 wurde der „Rentier und Königl. Tänzer a. D. und dessen Sohn, der Königl. Hofbrunnenbaumeister“ Gustav Georg Eigentümer des Grundstücks „in ungeteilter Erbengemeinschaft“. Nach dem Tod von Gustav Medon wurde Georg Gustav Medon (* 9. Oktober 1859, † 15. Juli 1913) Alleineigentümer: „Auf Grund des am 28. Juni 1890 errichteten und am 21. Mai 1900 eröffneten Testaments des Königlichen Tänzers a. D. Gustav Medon und seiner Ehefrau sowie der Sterbeurkunde über den Ehemann vom 3. September 1905 …“
Die Berliner Denkmalliste enthält das 1841 erbaute Gebäude Monbijouplatz 2 und bezeichnet es als Mietshaus. In Kleinmachnow ließ Sohn Georg Gustav nach dem Tod seines Vaters ein Landhaus errichten, das als „Villa Medon“ zu den örtlichen Baudenkmalen zählt.

## Besuch der Sophienkirche nach ihrem Umbau 1892
Medons Sohn, der ebenfalls mit Vornamen „Gustav“ hieß, gehörte damals der kirchlichen, 35 Personen umfassenden Gemeindevertretung der Sophienkirche an, als sich eine festliche Gemeinde am 20. Dezember 1892 versammelt hatte, um das Gotteshaus von 1712/13 nach ihrem Umbau in Anwesenheit des Kaiserpaares Wilhelm II. und Auguste Viktoria sowie kommunaler und kirchlicher Vertreter erneut zu weihen. Die Pfarrer der Sophienkirche, Otto Ludwig Leonhardt (* 1839; † 1902), Georg(e) Souchon (* 1836; † 1899) und Bernhard Gottlob Wilhelm Thiele, und andere anwesende Geistliche, z. B. der Generalsuperintendent Gustav Adolf Braun (* 1833; † 1911) und Propst Hermann von der Goltz sowie Superintendent Wilhelm Heinrich Theodor Hübner (* 1825; † 1897), hatten unmittelbar vor dem Altar Platz genommen. Sie hat der Charlottenburger Kunstmaler Erich Weber in einem farbigen Gemälde festgehalten, das er in der Technik der Gouache anfertigte und das unter der Orgelempore an der Westwand in der Sophienkirche aufgehängt worden ist. Vater und Sohn Medon gehörten zu den zahlreichen Gottesdienstbesuchern der Sophienkirche mit ihren 1000 Sitz- und 500 Stehplätzen.

## Begräbnis auf dem Sophien-Friedhof II in Berlin
Der königliche Tänzer und Tanzlehrer wurde nach der Trauerfeier – in der mit Hilfe seines Sohnes, dem Kirchenältesten und Brunnenbaumeister Gustav Georg Medon, 1897 neu errichteten und 1898 eingeweihten Kapelle auf dem Friedhof II der Sophiengemeinde Berlin – am 6. September 1905 in einem Zinksarg begraben. Die Wahlstelle hatte sich die Familie am 26. April 1905, dem Todestag von Medons Ehefrau, reservieren lassen und bereits bezahlt, so dass nur noch eine geringe Gebühr bei der Anmeldung der Beerdigung durch den Sohn zu entrichten war.
Seit 1903 war für den Monbijouplatz 2, Gustav Medons Wohn- und Sterbeort, der Pfarrer Eduard Johannes Martin Wuttke, Superintendent a. D. zuständig. Den Kirchhof II der Sophienkirche, dessen Gelände 1824 dem Gutsbesitzer Wollank abgekauft wurde, verwaltete seit 1905 Wilhelm Kniepert, der vor seiner Tätigkeit als Kirchhofsverwalter in einer „Halbinvaliden-Kompanie“ eines Vizefeldwebels diente. Zum Leichenbegräbnis hatte ein so genannter Leichenbitter einzuladen. Bei Medons Ableben war es der Hilfskirchendiener Robert Eichler.